# Trädplantage

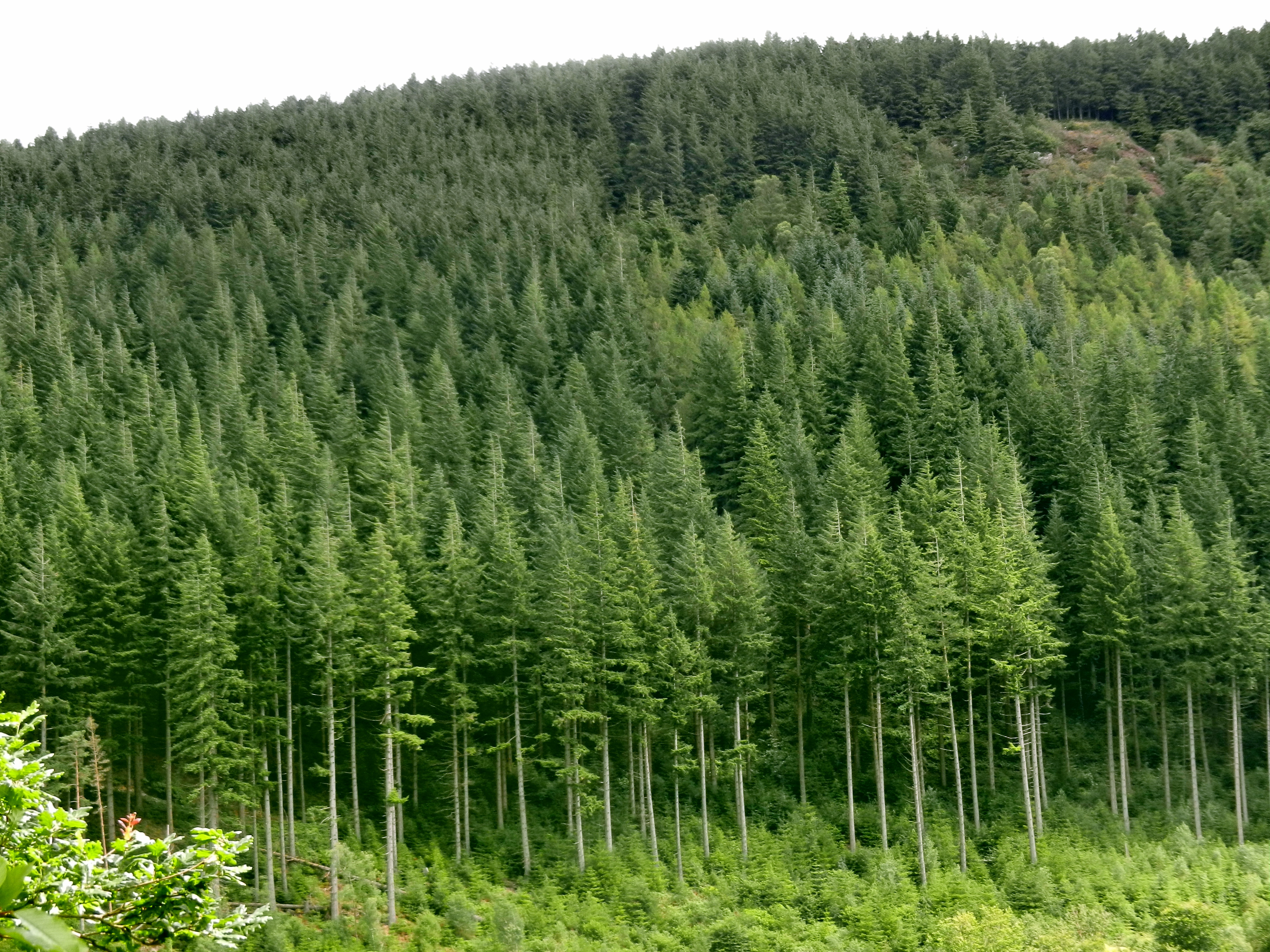
Trädplantage i Wales.

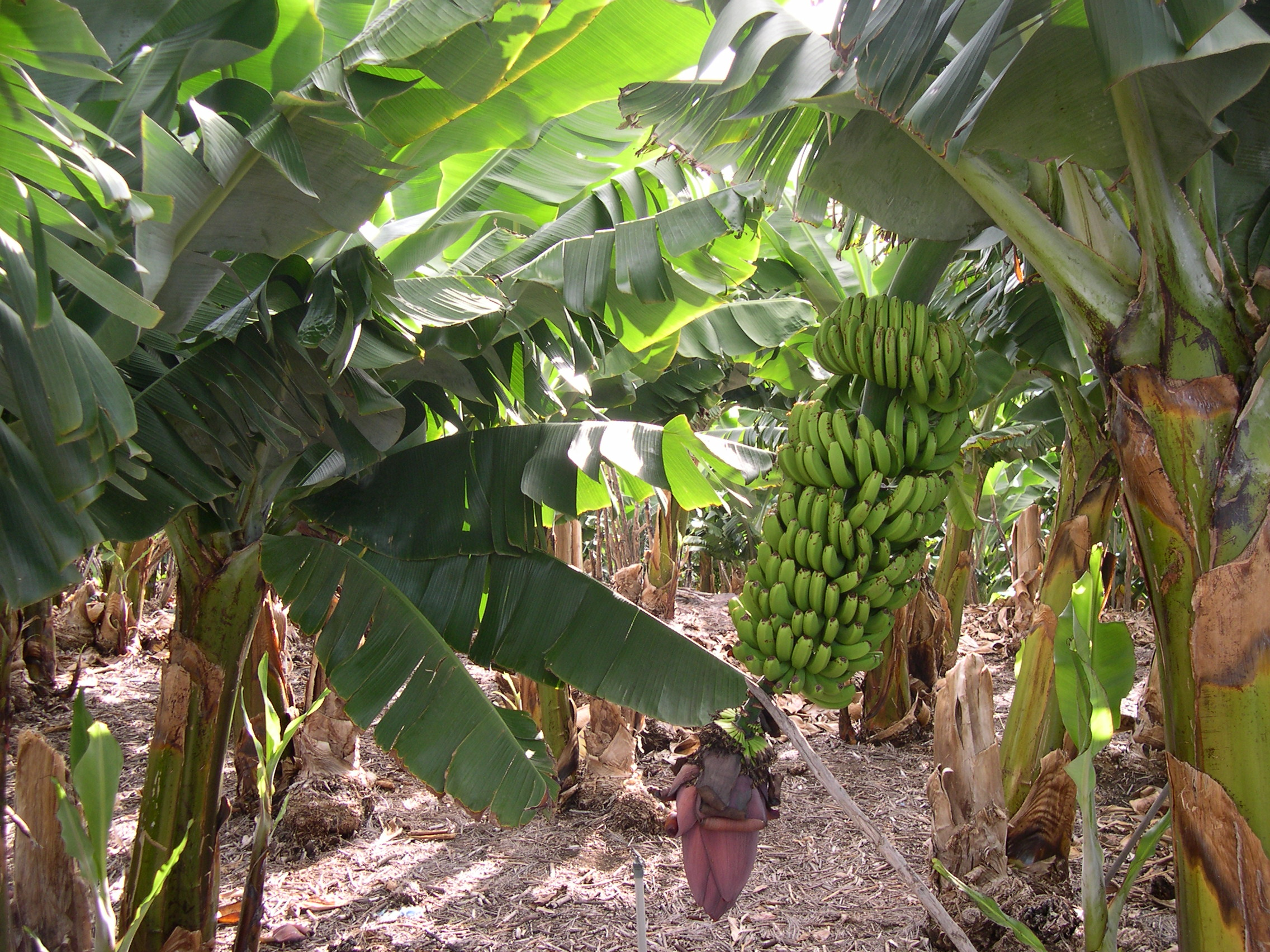
Bananplantage på La Palma.

Ett trädplantage är ett större trädbevuxet område.
Vad som är utmärkande för trädplantage är att de är monokulturer, där samma trädsort (i Sverige framförallt gran eller tall) är noggrant utplanterade med specifika avstånd och där träden är i samma ålder. Marken är gallrad och det finns ingen död ved. Dessa förhållanden leder till områden med låg biologisk mångfald, där nästan inga djur, växter eller andra arter förekommer. 
Trädplantage kallas även virkesåker. 